# محي الدين الجارودي
محي الدين الجارودي هو لاعب كرة قدم لبناني لعب في مركز الهجوم مع نادي الرياضي بيروت وحلمي سبور ومنتخب لبنان لكرة القدم.
شارك الجارودي في المباراة الأولى للمنتخب اللبناني عام 1940 ضد فلسطين الإنتدابية، التي خسرها لبنان بنتيجة 5–1، وقد قام بصناعة الهدف الوحيد فيها.